# Alpina Colombia
Alpina es una empresa multinacional colombiana productora de alimentos a base de lácteos. Tiene operación en Colombia, Ecuador, Venezuela y Estados Unidos, además comercializa sus productos en América Central. Su CEO y presidente actual es Ernesto Fajardo.

## Historia
Fue fundada en 1945 por los inmigrantes suizos Walter Goggel y Max Banzinger, que llegaron al país con el fin de iniciar una nueva vida luego de huir de la Segunda Guerra Mundial.
Se establecieron en el Valle de Sopó, a las afueras de Bogotá e iniciaron la producción de quesos. En ese entonces se llamaban Lechera de Sopó, además compraban 500 botellas de leche y manualmente elaboraban el queso Emmental, Gruyère y Parmesano.
Durante ocho años, los amigos Goggel y Bazinger dirigieron directamente la producción, distribución y comercialización de los productos. Luego, con un préstamo bancario adquirieron un terreno de siete fanegadas para construir la fábrica y producir exquisitos quesos y mantequillas.
En diez años (1955) Alpina ya procesaba 3000 litros de leche por día. Hoy en día compra 397 780 455 litros de leche al año, tiene seis Plantas en Colombia y operaciones en Estados Unidos, Venezuela y Ecuador. Así mismo, comercializa sus productos en el mercado centroamericano.
Hoy en día Alpina llega al 95% de la población en Colombia, y según Kantar Worldpanel, nueve de cada diez hogares compran algún producto Alpina, abarcando el 72% del mercado de las bebidas lácteas.

## Producción industrial
En total tiene 11 plantas; una en California, una en Venezuela y cinco en Colombia, en Sopó, en Facatativa, Entre Ríos y una en Chinchiná. La planta de Sopó es la más grande, está certificada por la FDA para exportación.

## Instituto Alpina
El Instituto Alpina de Investigación (IAI) es el brazo científico de Alpina, enfocado en la generación de innovación, nuevos conceptos y conocimiento aplicable para la agregación de valor a los productos y procesos en toda la cadena de valor, tanto en Colombia como en los países donde opera Alpina. El Instituto es dirigido por la Dra. Bernadette Klotz, PhD en Biociencias de Alimentos.

## Fundación Alpina
Fundada en 2008, tiene el propósito de contribuir a mejorar la Seguridad Alimentaria y Nutricional de las poblaciones, en especial de la primera infancia, generando y transfiriendo conocimiento.

## Reconocimientos 2014
- 4 empresa con mejor reputación en Colombia, según estudio MERCO
- 5 empresa con mayor talento en Colombia